# GETRA
GETRA of Guinea Ecuatorial de Transportes Aéreos is een luchtvaartmaatschappij uit Equatoriaal-Guinea met haar thuisbasis in de nationale hoofdstad Malabo.
De luchtvaartmaatschappij staat op de Europese zwarte lijst (14 juli 2009) en mag dus niet naar landen van de EU vliegen.

## Geschiedenis
GETRA werd in 2000 opgericht door de Equatoriaal-Guineese minister van Financiën.

## Vloot
De vloot van GETRA bestaat uit: (mei 2007)
- 1 Fokker F-28-100
- 1 Antonov AN-24RV